# Кліт (міфологія)
Кліт (дав.-гр. Κλειτός, Κλεῖτος «славетний») — чоловіче ім'я грецького походження. Під ним відомі кілька персонажів давньогрецької міфології:
- Кліт — в давньогрецькій міфології один з багатьох парубків, у котрих була закохана Еос і котрих викрала. Внук Мелампода, син Мантія[1].
- Кліт — син Пізенора, що під час Троянської війни воював на боці троянців[2].
- Кліт — син Пріама.